# Woudsenderrakken
Het Woudsenderrakken (Fries en officieel: Wâldseinster Rakken) is een kanaal in de gemeente Súdwest-Fryslân in de provincie Friesland. 
Het kanaal begint bij het dorp Woudsend op de kruising van de Ee en de Wellesloot. In het dorp loopt het langs een jachthaven en woningen aan het water. Het twee kilometer lange Woudsenderrakken loopt in noordwestelijke richting met zes bochten ten noorden van Indijk naar het Heegermeer.